# Pavel Sochr (kněz)
Pavel Sochr (26. dubna 1898 Německý Brod – 24. března 1989, Havlíčkův Brod), učitel náboženství, předseda chrudimského, jihlavského a havlíčkobrodského okrsku, člen diecézní rady, farář Církve československé husitské.

## Život
Narodil se v rodině krejčího Františka Sochra a jeho manželky Julie, rozené Stehlíkové. Obecnou školu a reálné gymnázium vystudoval v Praze. Maturitní zkoušku složil v r. 1917. Do Církve československé husitské vstoupil bezprostředně po jejím založení v lednu 1920. Po smrti otce přijal učitelské místo ve Větrném Jeníkově u Humpolce. Když v r. 1924 zemřel v Německém Brodě tamní katecheta československého náboženství František Oliva, nastoupil na jeho místo. V témže roce se dal zapsat na Husovu československou evangelickou fakultu bohosloveckou v Praze. Patřil mezi vůbec první vysvěcené kněze v Církvi československé husitské. Svěcení 8. ledna 1925 vykonal v pražském staroměstském chrámu sv. Mikuláše Karel Farský. Od té doby Pavel Sochr v Německém Brodě zároveň působil jako pomocný duchovní Církve československé husitské. Také jeho zásluhou byl v tomto městě v r. 1927 slavnostně otevřen Husův sbor, dále připravoval katechetické příručky pro děti a mládež, podílel se na vydávání Věstníku náboženských obcí Církve československé na Českomoravské vysočině, opakovaně vyšel jeho Výbor z dějin církve Ježíšovy (1936 a 1948).
V prosinci 1926 se oženil s Karlou, rozenou Kubátovou. V manželství se narodili dva synové: Pavel (*1927) a Jiří (*1933). Vedle katechetské a duchovenské služby v Církvi československé husitské spolupracoval v Německém Brodě s místním muzeem, byl předsedou Městského osvětového sboru, tři roky vedl spolek pro nezaměstnanou mládež. Na tyto aktivity navázal rovněž v r. 1945, kdy pokračoval ve spolupráci s muzeem, stal se správcem městského archivu, od r. 1954 spolupracoval coby znalec havlíčkobrodské historiografie s nově jmenovaným okresním archivářem Antonínem Šoubou. 
Od r. 1939 se zapojil do činnosti odbojové skupiny Obrana národa v Německém Brodě. S obchodníkem Arturem Wolkerem a Antonínem Šoubou byl pověřen vytvořením místního národního výboru. Po jeho založení se účastnil ilegálních schůzek se členy výboru, na které jako spojka z Prahy přijížděl představitel ilegálního komunistického odboje Josef Smrkovský. Po zatčení jednoho z vedoucích představitelů protinacistického odboje na Havlíčkobrodsku, Čeňka Havla, zahájilo gestapo na konci července 1940 rozsáhlé zatýkání. Dne 8. srpna byl zatčen také Pavel Sochr. Postupně byl vězněn v řadě věznic a káznic v protektorátu, Polsku a v Německu. Nejdéle pobyl v Golnově u Štětína, kde konal pravidelně večerní pobožnosti. Rozsudkem Zvláštního soudu při Německém zemském soudu v Praze na Pankráci byl 7. srpna 1942 odsouzen na 18 měsíců žaláře. Propuštěn byl 8. září 1942. Kněžská i katechetská služba mu byla nadále zakázána, takže se uchýlil do Prahy ke svému bratru Františkovi. Až do března 1945 byl veden jako společník firmy R. Urban v Praze VII. 
Po osvobození Československa v r. 1945 se okamžitě zapojil do dění v Havlíčkově Brodě, kde se stal členem rady a školským a kulturním referentem Místního národního výboru. Od června 1945 byl jmenován farářem Církve československé husitské v Přibyslavi. Po odchodu do starobního důchodu nadále vypomáhal jako farář v Dobroníně (1966–1986) a výpomocný duchovní pro jihlavský okrsek (1987–1988). V r. 1989 odešel trvale do starobního důchodu. Zastával i funkce předsedy několika okrsků a člena diecézní rady.